# Dheepan
Dheepan är en fransk dramafilm från 2015 i regi av Jacques Audiard. Den handlar om tre tamiler, varav en har slagits för de Tamilska befrielsetigrarna, som ljuger om att de är en familj för att kunna invandra till Frankrike, där de hamnar i kriminella miljöer i Paris' förorter. Filmen är inspirerad av Montesquieus Persiska brev. Den vann Guldpalmen vid filmfestivalen i Cannes 2015.

## Medverkande
| Antonythasan Jesuthasan | – Dheepan  |
| Kalieaswari Srinivasan  | – Yalini   |
| Claudine Vinasithamby   | – Illayaal |
| Vincent Rottiers        | – Brahim   |
| Marc Zinga              | – Youssouf |